# Chevrolet Bolt

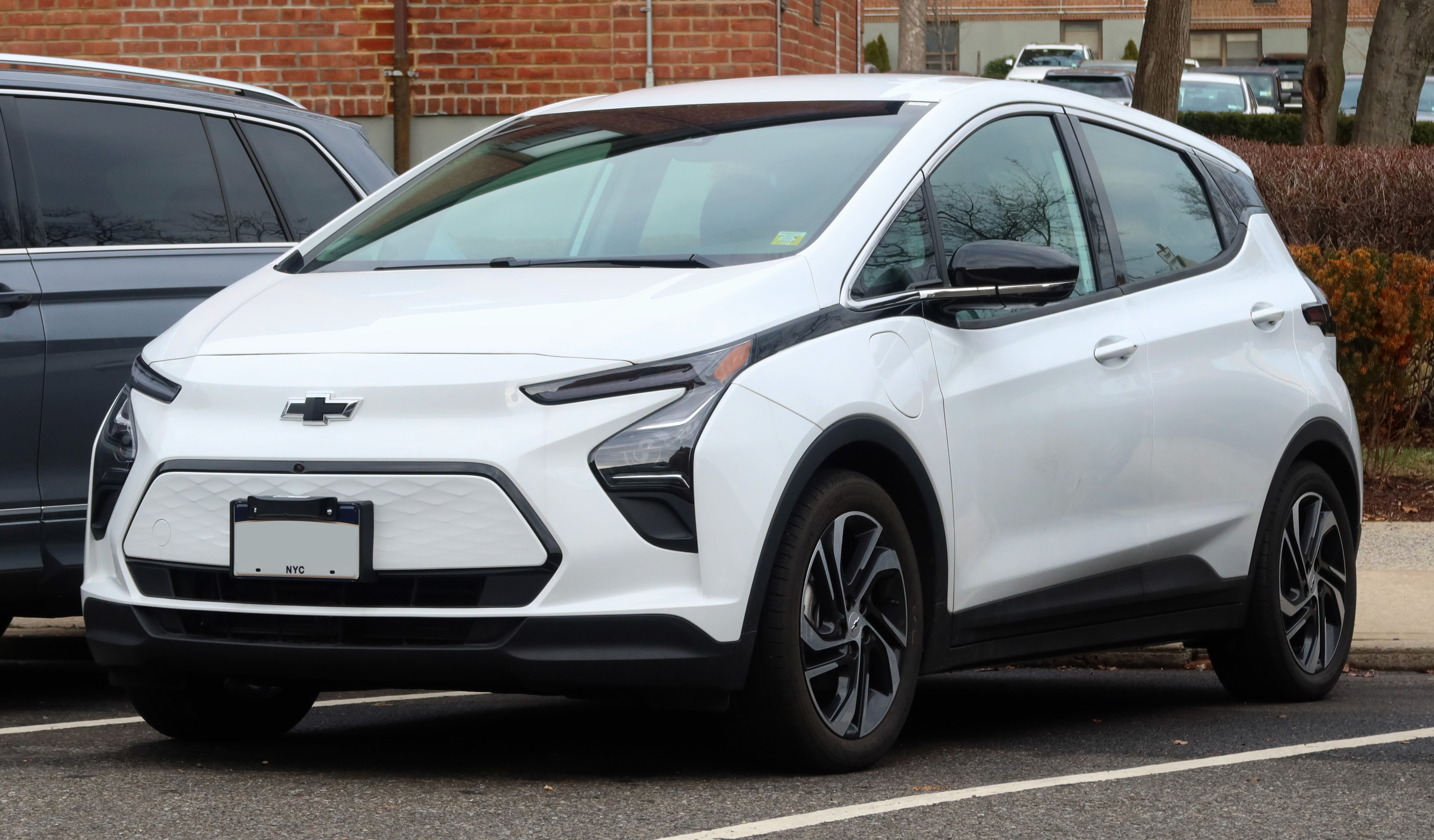
Chevrolet Bolt (2021–2023)

Der Chevrolet Bolt ist ein Elektroauto der Automobilmarke Chevrolet, die zum US-amerikanischen Konzern General Motors gehört. Der Bolt wurde im Januar 2016 vorgestellt und wurde zwischen November 2016 und Dezember 2023 in den Vereinigten Staaten produziert. Das Fahrzeug wurde zwischen 2017 und 2021 in Europa von Opel unter dem Namen Opel Ampera-e vertrieben, in England bis 2019 als Vauxhall Ampera-e.
Beide Varianten sind trotz der Namensähnlichkeit zu unterscheiden von den Plug-in-Hybrid-Fahrzeugen Chevrolet Volt bzw. dem ursprünglichen Opel Ampera, die den Voltec-Antrieb mit einem Verbrennungsmotor als Reichweitenverlängerer benutzen.

## Geschichte
Das Elektroauto wurde an der Detroit Auto Show (NAIAS) 2015 als Konzept vorgestellt. Auf der CES 2016 wurde das Produktionsmodell von Mary Barra, CEO bei General Motors, vorgestellt. Im selben Monat wurden die Eckdaten des Serienfahrzeugs vorgestellt sowie dieses formal erstmals auf einer Fahrzeugmesse (NAIAS 2016) gezeigt. Die Produktion startete Anfang November 2016.
Der Bolt wurde 2017 zum Auto des Jahres (Nordamerika) gewählt. Maven, ein Mietwagenunternehmen von GM plante, 100 Chevrolet Bolt in Los Angeles einzusetzen. Später sollten weitere in San Diego und in San Francisco folgen.
Im Februar 2021 präsentierte Chevrolet eine überarbeitete Version des Bolt. Der Lithium-Ionen-Akkumulator hat nun einen Energieinhalt von 65 kWh. Die Reichweite wird mit bis zu 416 km angegeben. Zeitgleich wurde das auf dem Buick Velite 7 aufbauende SUV Bolt EUV vorgestellt, es nutzt den Antriebsstrang des Bolt.

## Allgemeines
Der Chevrolet Bolt ist als Fahrzeug der Kompaktklasse konzipiert. Das Raumangebot ist durch die Unterbringung des Akkus im Fahrzeugboden (wie beim Tesla Model S) großzügig, dadurch ist zudem der Schwerpunkt des Fahrzeugs niedrig. GM erprobte eine solche Anordnung in Form eines sogenannten „Skateboard-Chassis“ zuvor bei seinen Brennstoffzellen-elektrischen Prototypen GM Autonomy, HY-WIRE sowie fahrfähig beim GM Sequel.

### Opel Ampera-e

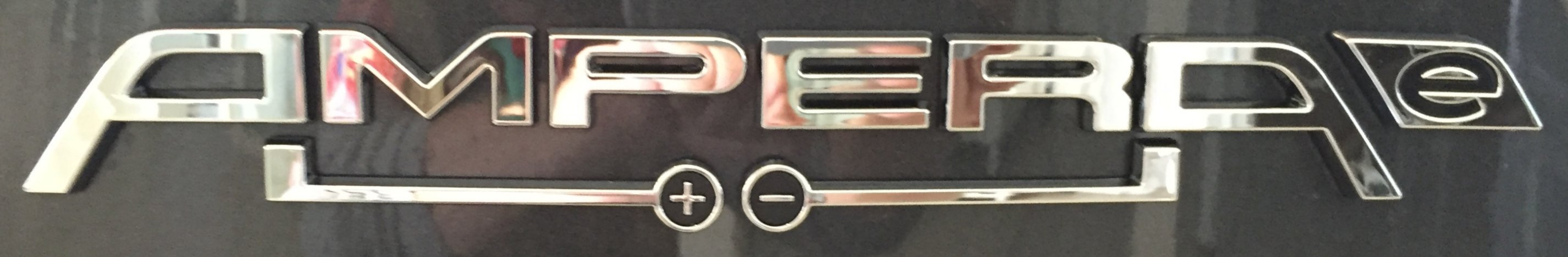
Ampera-e-Typenschild

Opel bot in Europa ein aus dem Bolt abgeleitetes Fahrzeug, den Ampera-e, an.
In Asien und USA ist in Haushalten nur einphasiger Wechselstrom üblich. Bolt und Ampera-e können einphasig mit 230 V Wechselstrom mit bis zu 32 A, also mit maximal 7,4 kW geladen werden. Die einphasige Ladung mit 230 V Wechselstrom ist in Deutschland zur Vermeidung von Schieflast nach den TAB im Haushalt auf 20 A und somit 4,6 kW Ladeleistung begrenzt. Die Anpassung des Ampera-e zur Nutzung der in der EU üblichen dreiphasigen Verteilung in Privathäusern unterblieb. An öffentlichen Ladestationen kann mit Wechselstrom mit bis zu 32 A und somit 7,4 kW einphasig geladen werden. Die Gleichstrom-Schnellladung über Combined Charging System (CCS) ist mit bis zu 55 kW möglich.
In Österreich war der Ampera-e, wie in den meisten anderen Ländern, erst ab Ende 2018 zu bestellen, denn das erste kleine Europa-Kontingent wurde auf Norwegen, Deutschland, die Niederlande und die Schweiz aufgeteilt.

### Bilder

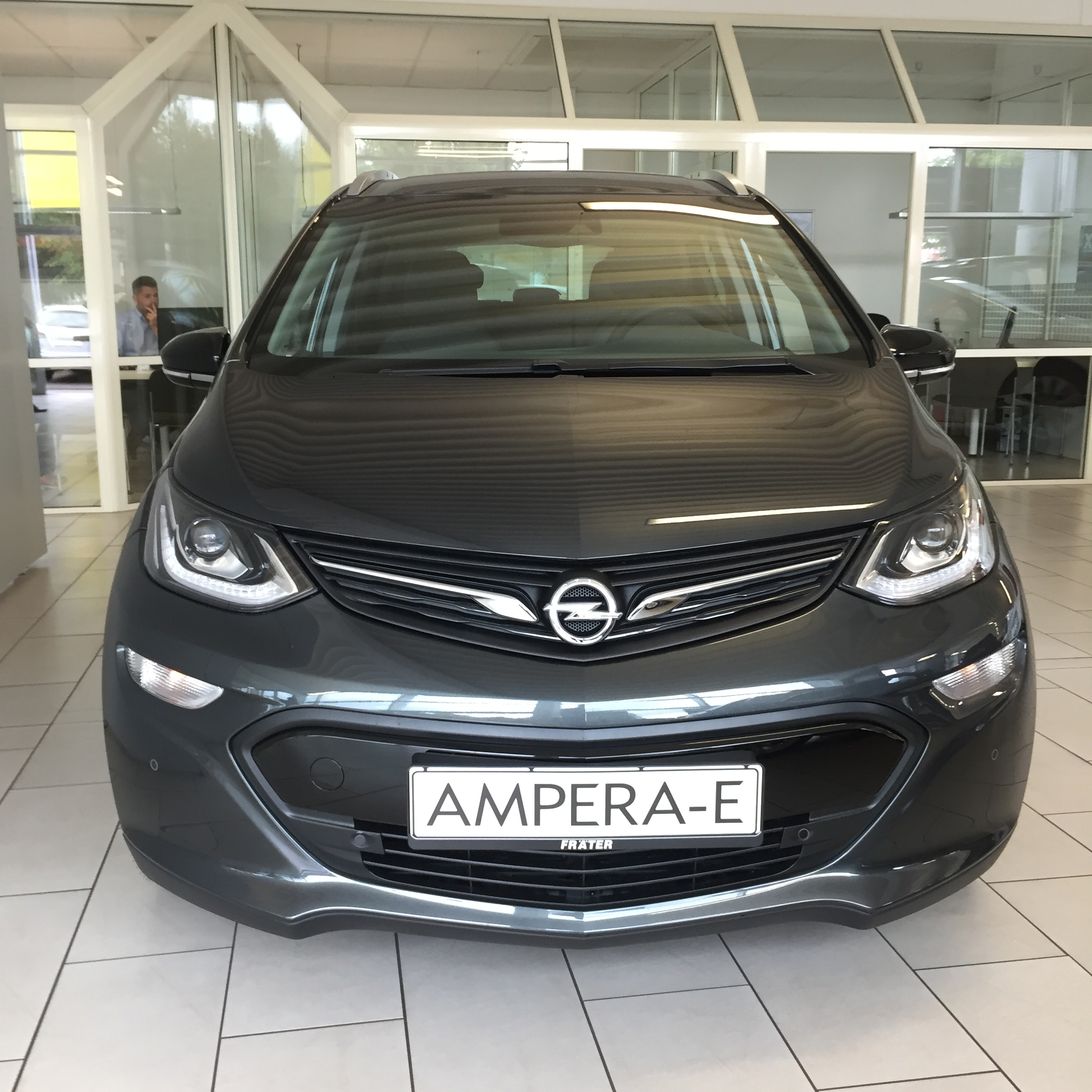
Ampera-e Frontansicht
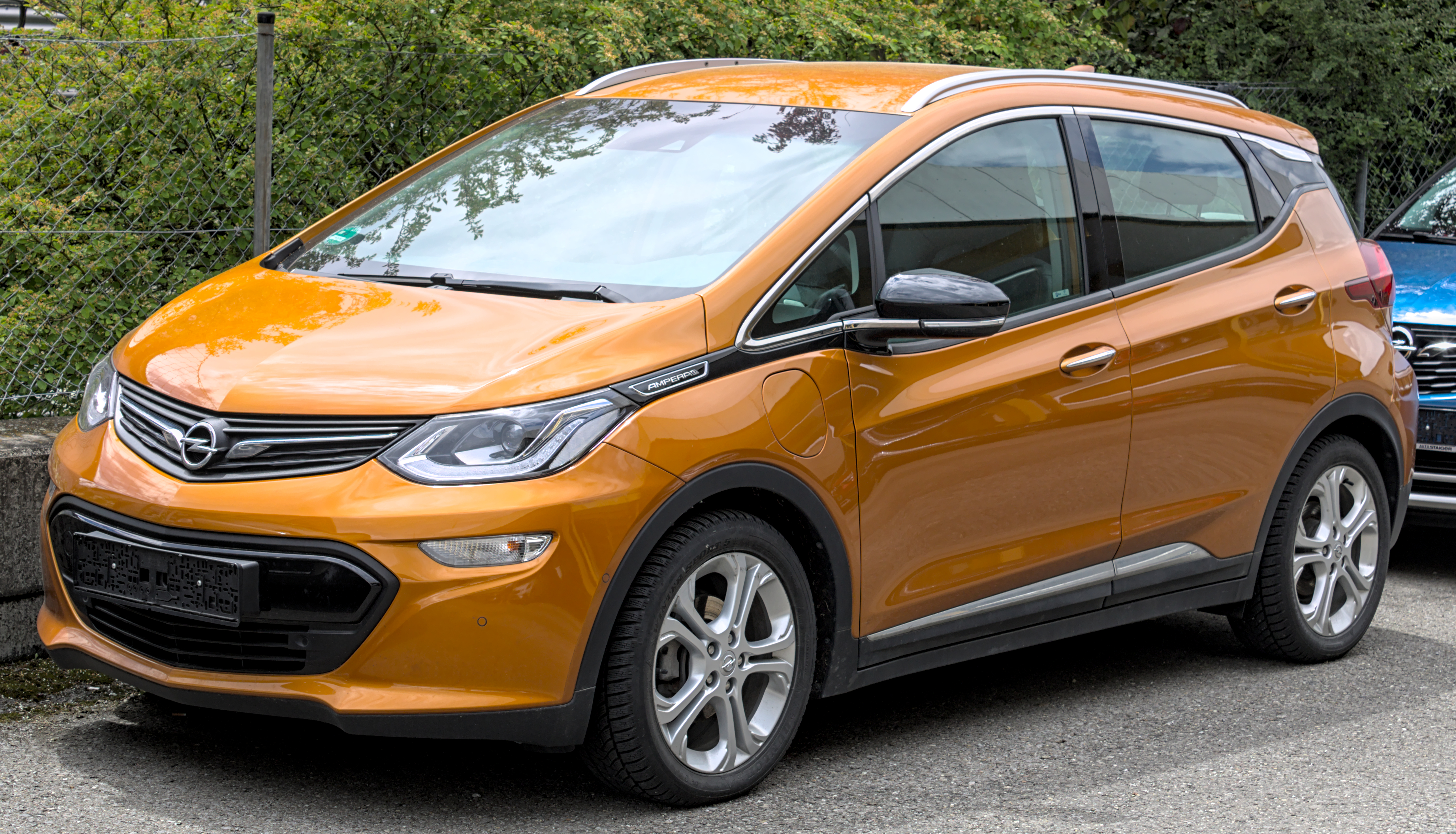
Ampera-e Seitenansicht
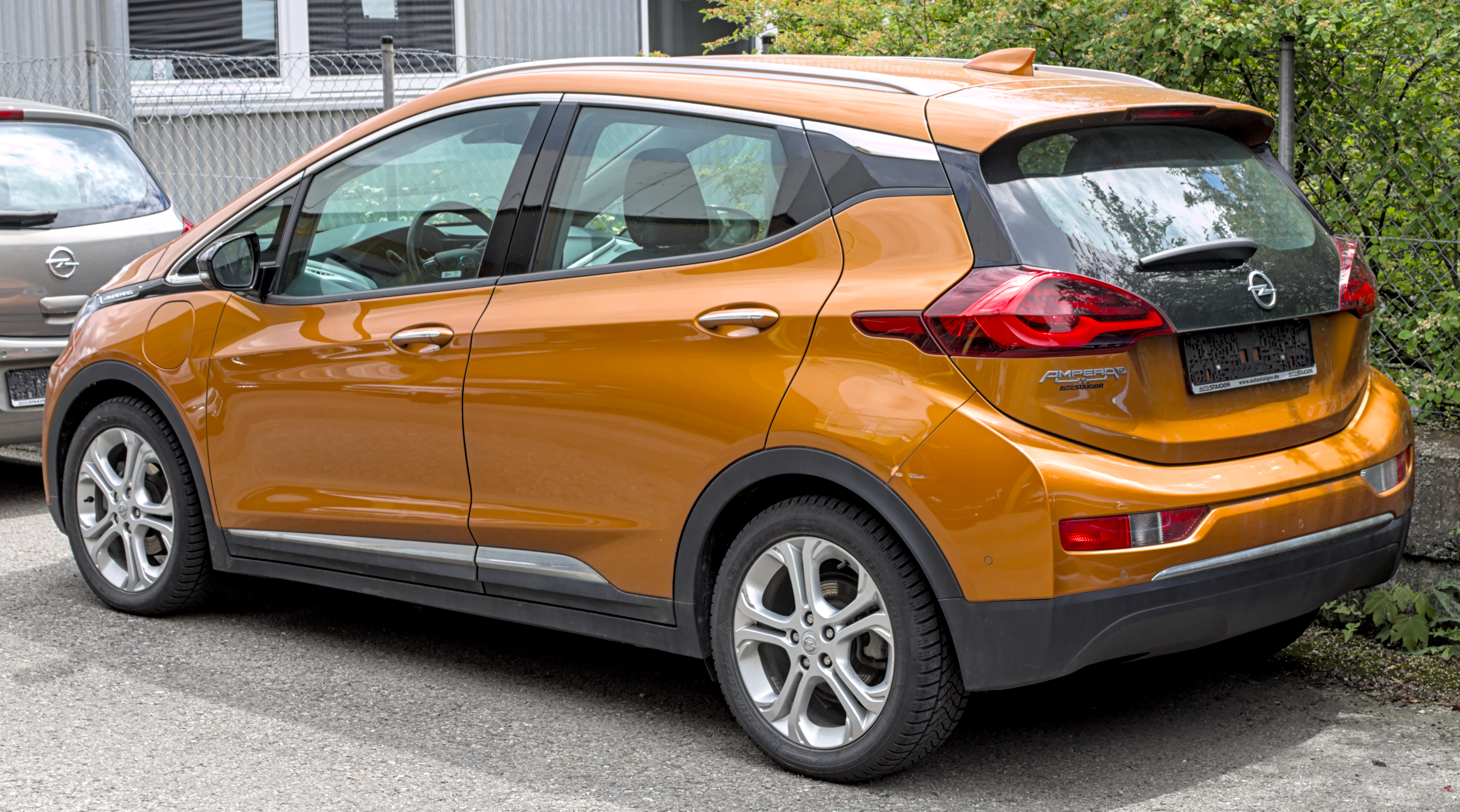
Ampera-e Heckansicht
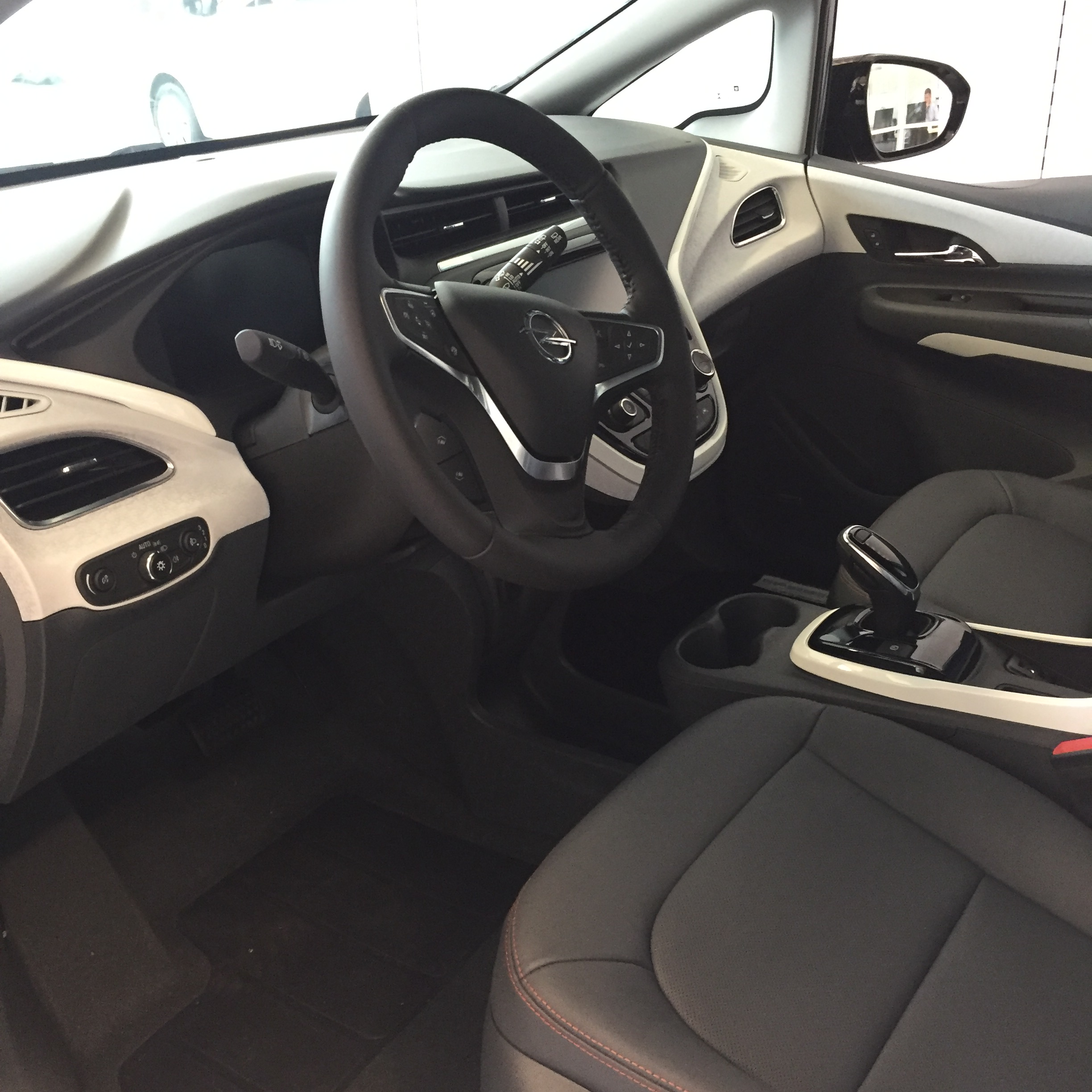
Blick in den Innenraum
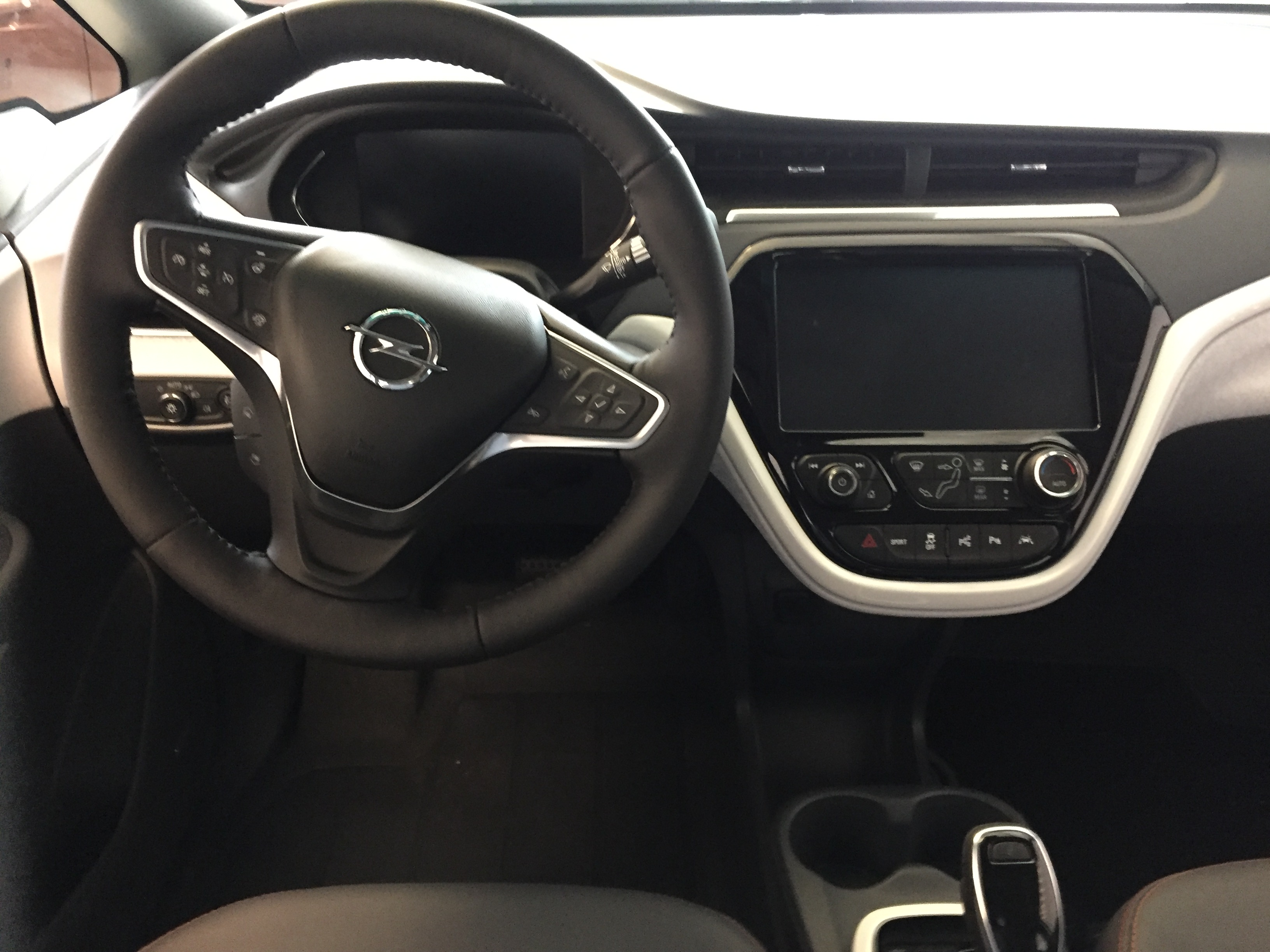
Cockpitansicht
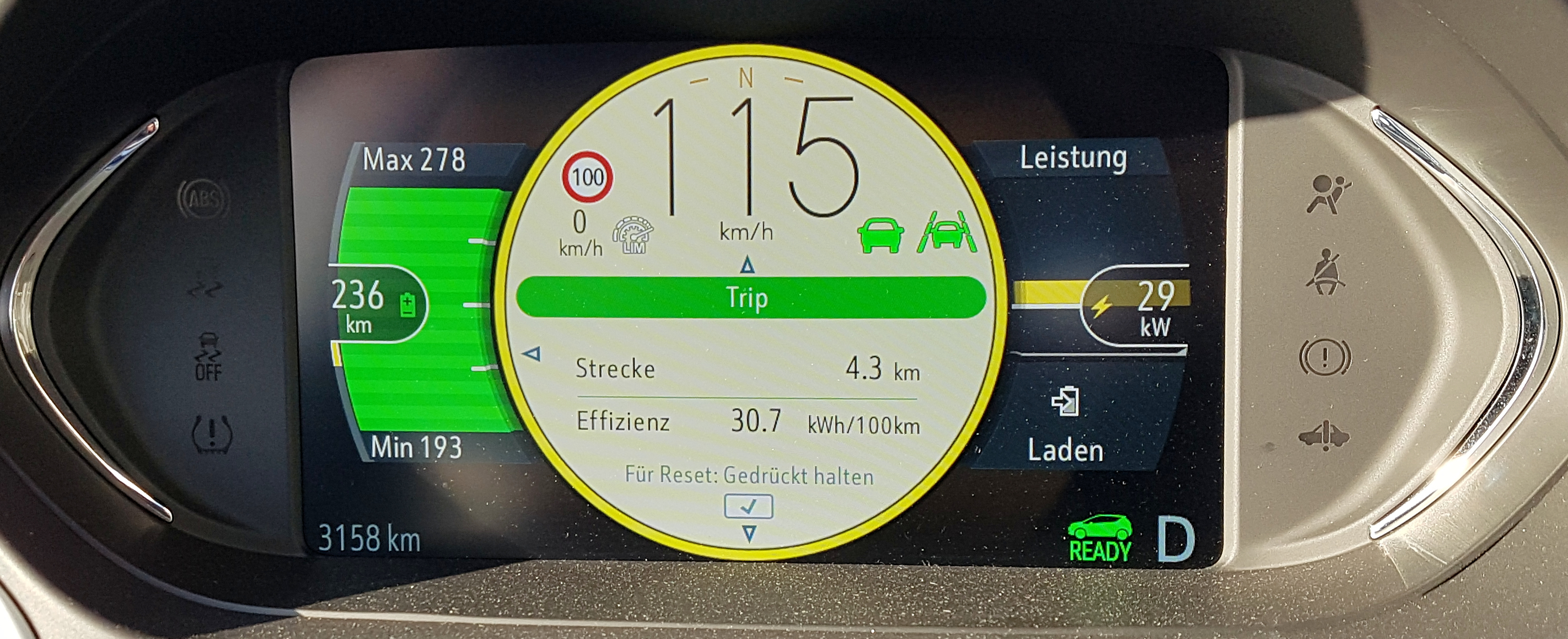
Kombiinstrument des Opel Ampera-E

## Technik

### Antrieb
Der Bolt besitzt einen Frontantrieb mit einem Elektromotor mit 150 kW.

### Antriebsbatterie
Die von LG Chem entwickelte und gebaute Antriebsbatterie ist ein Lithium-Ionen-Akkumulator mit NMC-Zellchemie. Der nutzbare Energieinhalt beträgt 60 kWh. Das Hybrid-Vorgängermodell Volt/Ampera konnte etwa 11 kWh nutzen. Die Konkurrenzmodelle Nissan Leaf, BMW i3 und Renault Zoe konnten bis Anfang 2016 maximal den halben Energieinhalt anbieten. Der Akkumulator besteht aus 288 einzelnen Zellen, die in 96 Gruppen mit je drei Zellen pro Gruppe verbaut sind. Das Gewicht der Batterie beträgt 435 kg. Opel gibt eine Garantie von 8 Jahren oder 160.000 km Laufleistung auf die Batterie.

### Reichweite

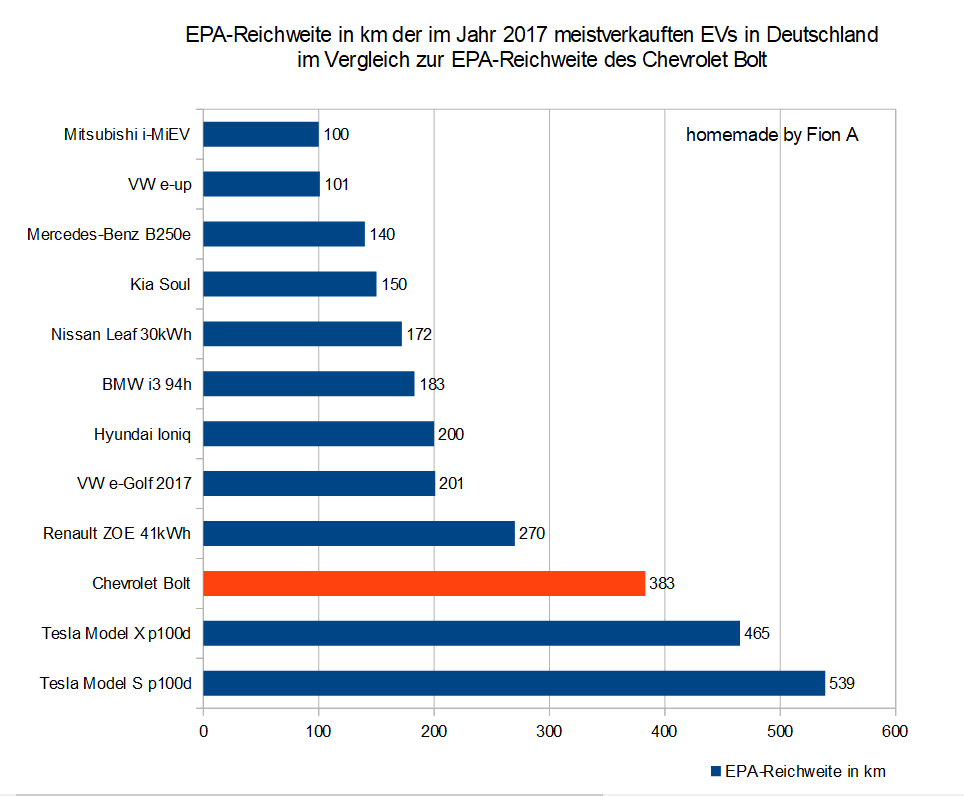
EPA-Reichweite in km der im Jahr 2017 meistverkauften EVs in Deutschland im Vergleich zur EPA-Reichweite des Chevrolet Bolt

Nach EPA-Fahrzyklus beträgt die Reichweite des Bolt 383 Kilometer; dies wurde Mitte September 2016 offiziell bestätigt.
Die EPA-Reichweite im Stadtverkehr beträgt 410 Kilometer. Auf der Autobahn sinkt sie auf 349 km.
Für die europäische Variante Opel Ampera-e wird eine Reichweite nach NEFZ von 520 km angegeben. Die kombinierte WLTP-Reichweite wird „auf mehr als 380 km“ geschätzt, was der Reichweite nach EPA entspricht.
Mark Phelan, ein Journalist von Detroit Free Press, fuhr bei einer Außentemperatur von ca. −10 °C eine Wegstrecke von 90 Meilen (145 km) und hatte anschließend eine Restreichweite von 103 Meilen (166 km). Dabei hatte er die Klimaanlage auf zirka 17 °C eingestellt und die Lenkrad-, Sitz- und Windschutzscheibenheizungen eingeschaltet. Dem Bolt-EV-Fahrer Glenn Williams gelang es, mit einer vollen Ladung sogar 300 Meilen (483 km) zurückzulegen. Die Temperatur betrug dabei 16 °C, so dass er ohne eingeschaltete Klimaanlage fahren konnte. Er legte 100 Meilen (161 km) auf dem Highway und 200 Meilen (322 km) im Stadtverkehr zurück. Laut einem Chevrolet-Ingenieur hat der Chevrolet Bolt bei einer Vollgasfahrt bei einer Außentemperatur von 18 °C eine Reichweite von etwa 160 Meilen (257 km). Bei einer Testfahrt von Seoul nach Jeju in Südkorea legte der YouTube-Autor Bjørn Nyland eine Strecke von 470 km zurück und hatte noch eine Restreichweite von zirka 30 km.
Die Höchstgeschwindigkeit wird – zugunsten einer möglichst hohen Reichweite – bei 155 km/h elektronisch begrenzt.

### Ladetechnik

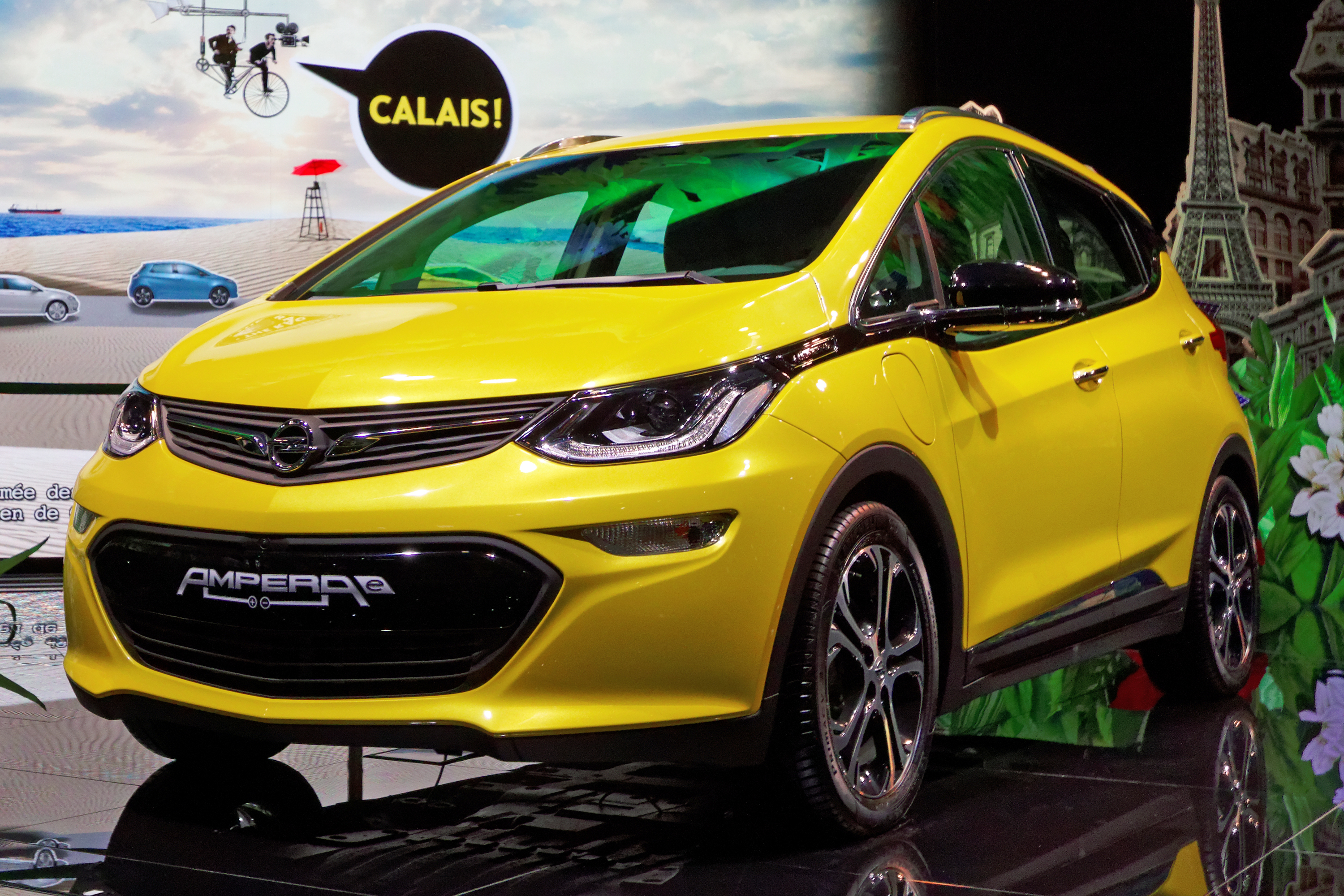
Opel Ampera-e

Bolt/Ampera-e kann einphasig an Wechselstrom laden (bis ca. 32 A, bis ca. 7,4 kW). Gleichstrom-Schnellladung ist via CCS mit bis zu 55 kW (150 A) möglich. 

### Ausstattung
Angeboten wurden das Intelli-Link-Infotainment sowie der „persönliche Online- und Service-Assistent“ OnStar, welcher aber Ende 2020 eingestellt wurde.
Der Elektrowagen hat drei Fahrmodi, die per Wahlhebel ausgewählt werden:
- „Drive“ … Wenn man den Fuß vom Gaspedal nimmt, dann erfolgt die Rekuperation in sozusagen „normalem“ Ausmaß.
- „Low“ … In diesem Modus erfolgt die Rekuperation in verstärktem Ausmaß; der Wagen wird also stärker verzögert und der Akku dabei stärker geladen als im „Drive“-Modus. Der Wagen kann dabei sogar bis zum Stillstand kommen, ohne das Bremspedal zu benutzen.
- „Regen on Demand“ … Hier kann die Stärke der Rekuperation manuell durch eine links hinter dem Lenkrad angebrachte Wippe je nach Bedarf variiert werden. („Regen“ steht hierbei für engl. regeneration, also Energierückgewinnung via Rekuperation; engl. on demand steht hier für „je nach Bedarf“)

Die Navigation erfolgt ausschließlich über das Smartphone. Zur Integration ins Infotainmentsystem stehen dafür die beiden konkurrierenden Systeme Android Auto und CarPlay zur Verfügung.
Der Kofferraum fasst nach ECIE 310 Liter, bei vorgeklappter Rücksitzlehne bis unters Dach 1005 Liter. Die Ladekante hat eine Höhe von 84,1 cm vom Boden.

## Sicherheit
Bei den für das Modelljahr 2017 vom IIHS durchgeführten Crashtests erhielt der Chevrolet Bolt im „Moderate overlap front“-Versuch die Wertung „Good“ und wurde mit „Top Safety Pick 2017“ ausgezeichnet. NHTSA vergab beim für das Modelljahr 2018 durchgeführten US-NCAP-Crashtest eine Gesamtwertung von fünf Sternen. Die europäische Variante Opel Ampera-e wurde beim 2017 durchgeführten Euro-NCAP-Crashtest mit einer Gesamtwertung von vier Sternen belegt.

## Produktion

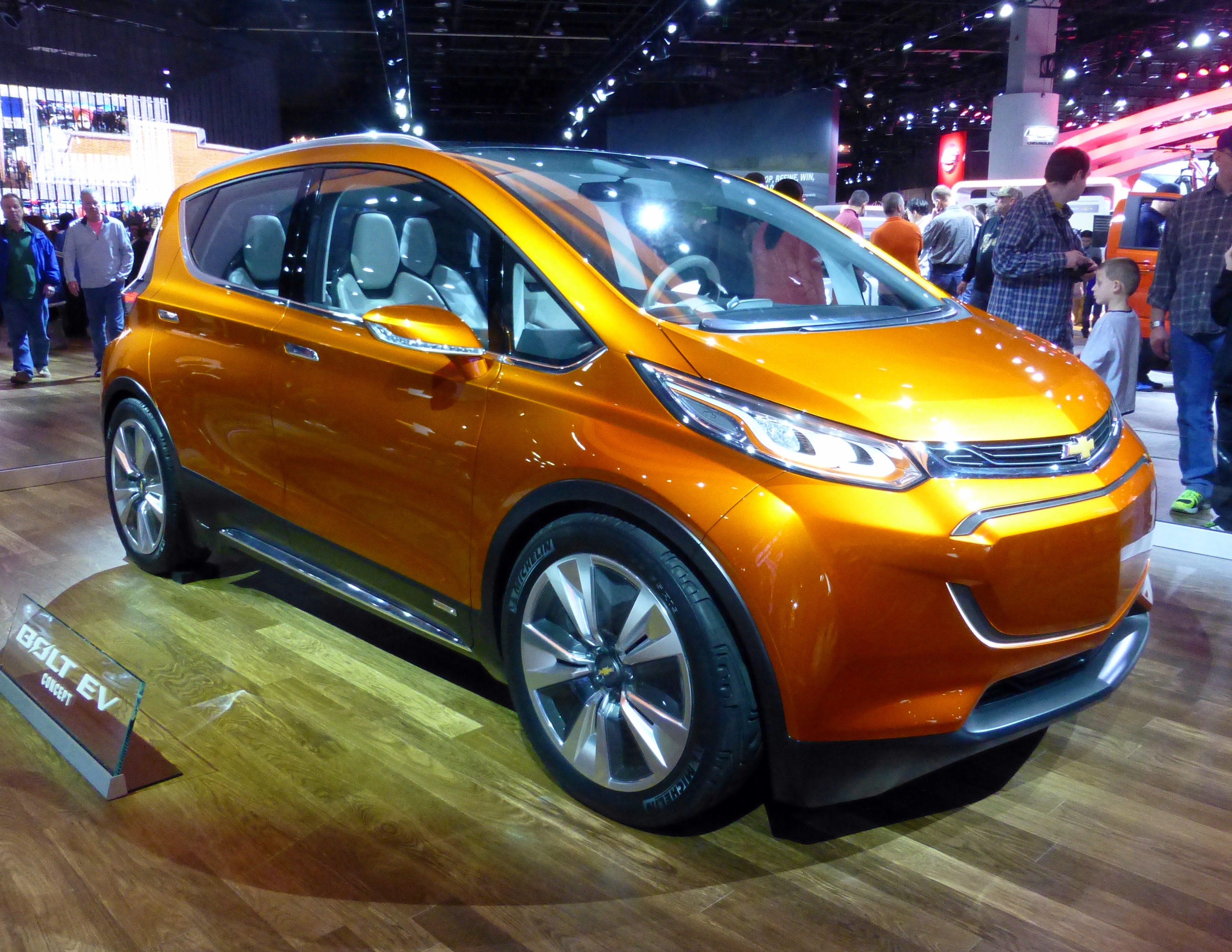
Chevrolet Bolt EV concept

Die Fertigung des Bolt erfolgte in Orion im Bundesstaat Michigan. Der Bolt war zunächst nur in den Vereinigten Staaten erhältlich.
Die Produktion sollte im Oktober 2016 mit 25.000 bis 30.000 Stück im ersten Jahr beginnen. Die Produktion konnte auf über 50.000 Stück pro Jahr je nach Nachfrage angehoben werden. Die Produktion begann letztlich Anfang November 2016 – beginnend mit einer Rate von neun Stück pro Stunde, sich langsam steigernd auf 30 Stück pro Stunde.
Wesentlicher Zulieferer des Chevrolet Bolt ist die LG-Gruppe. Das südkoreanische Konglomerat liefert nicht nur die Antriebsbatterie, sondern ist unter anderem auch für das umfangreiche Batteriemanagement, Elektromotor, Invertermodul, Klimaanlage, Ladeeinheit und Infotainmentsystem zuständig.

## Verkaufsbeginn und Absatzzahlen
Verkaufsstart in den USA war im Dezember 2016. In Kanada wurden erste Fahrzeuge im Januar 2017 ausgeliefert. In Norwegen wurden medienwirksam am 17. Mai 2017 (norwegischer Nationalfeiertag) die ersten drei Opel Ampera-e an Kunden geliefert.
In Südkorea wurden nach dem Vorbestellungsbeginn des Chevrolet Bolts bereits nach zwei Stunden 400 Fahrzeuge verkauft; mehr Bestellungen konnten nicht aufgenommen werden. Der offizielle Verkauf begann am 31. März 2017 bei der Seouler Motor Show 2017. Das Modell kostet in Südkorea umgerechnet etwa 42.000 US-Dollar. Durch mehrere Anreizprogramme seitens des Staates und der lokalen Behörde kann der Preis auf 20.000 US-Dollar gedrückt werden.
Nachfolgend eine tabellarische Übersicht der Zulassungszahlen des Chevrolet Bolt und Opel Ampera-e. Zulassungen vor dem bekannten Verkaufsstart sind Testfahrzeuge des Herstellers.
| Land        | Erste Auslieferungen an Kunden | Modell         | 2016 | 2017   | 2018   | 2019 | 2020 | 2021 | Summe  |
| ----------- | ------------------------------ | -------------- | ---- | ------ | ------ | ---- | ---- | ---- | ------ |
| USA         | Dez. 2016                      | Chevrolet Bolt | 579  | 23.297 | 18.019 |      |      |      | 41.895 |
| Südkorea    | Apr. 2017                      | Chevrolet Bolt | –    | 546    | 4.593  |      |      |      | 5.139  |
| Kanada      | Jan. 2017                      | Chevrolet Bolt | –    | 2.122  | 2.408  |      |      |      | 4.530  |
| Norwegen    | Apr. 2017                      | Opel Ampera-e  | –    | 1.130  | 1.047  |      |      |      | 2.177  |
| Niederlande | Apr. 2017                      | Opel Ampera-e  | –    | 229    | 859    |      |      |      | 1.088  |
| Schweiz     | Aug. 2017                      | Opel Ampera-e  | –    | 398    | 213    |      |      |      | 611    |
| Deutschland | Jan. 2017                      | Opel Ampera-e  | –    | 233    | 385    | 120  | 680  | 14   | 1.432  |
| Summe       |                                |                | 579  | 27.955 | 27.524 |      |      |      | 56.872 |

### Zulassungszahlen in Deutschland
Zwischen 2017 und 2021 wurden in Deutschland lediglich 1.430 Ampera-e neu zugelassen. Grund dafür ist die Neuausrichtung der Modellplattformen nach der Übernahme von Opel durch PSA sowie deren Fusion mit FCA zu Stellantis.
|  |

|  |

|  |

|  |

|  |

|  |

|  |

|  |

|  |

|  |

|  |

|  |

|  |

|  |

|  |

|  |

|  |

|  |

|  |

|  |

|  |

|  |

|  |

|  |

|  |

|  |

|  |

|  |

|  |

|  |

|  |

|  |

|  |

|  |

|  |

|  |

|  |

|  |

|  |

|  |

|  |

|  |

|  |

|  |

|  |

|  |

|  |

|  |

|  |

|  |

|  |

|  |

|  |

|  |

|  |

|  |

|  |

|  |

|  |

|  |

|  |

|  |

|  |

|  |

|  |

|  |

|  |

|  |

|  |

|  |

|  |

|  |

|  |

|  |

|  |

|  |

|  |

|  |

|  |

|  |

|  | Elektro (1.430) |

|  | Elektro (1.430) |

## Rückrufaktion
1.489 Opel Ampera-e in Deutschland und 50.932 Chevrolet Bolt EV in den USA (Baujahre 2016 bis 2019) wurden (Stand August 2021) zurückgerufen, weil es in den USA Batteriebrände beim Chevrolet Bolt EV gab.

## Sonstiges
GM hat Anfang 2016 den Uber-Konkurrenten Lyft, ein Transportnetzwerk-Unternehmen, übernommen. Der Chevrolet Bolt soll für den Einsatz als autonomes Taxi getestet werden.
Ab Mitte 2017 sollte der Bolt mit einem Schließsystem auf NFC-Basis ausgestattet werden. So lässt sich das Fahrzeug auch mit einem Smartphone öffnen, was für Carsharing-Anwendungen von Bedeutung ist.
Auf der 2017 CNET’s RoadShow kündigte GMs CEO Mary Barra an, der Chevy Bolt werde als Plattform für weitere Elektroautomodelle von GM dienen.